# Galt (Kalifornija)
Galt je grad u američkoj saveznoj državi Kalifornija. Prema popisu stanovništva iz 2010. u njemu je živjelo 23.647 stanovnika.